# Torneo Sub-20 de la Concacaf 1998
El Torneo Sub-20 de la CONCACAF 1998 fue la eliminatoria rumbo a la Copa Mundial de Fútbol Sub-20 de 1999 a celebrarse en Nigeria y contó con la participación de 8 selecciones juveniles de Norteamérica, Centroamérica y el Caribe.
El formato fue diferente, ya que se jugó bajo la modalidad de dos cuadrangulares en dos países diferentes, en donde los dos mejores equipos de cada cuadrangular clasifican al mundial de la categoría.

## Participantes
| Región                   | Clasificación                | Participantes                |
| ------------------------ | ---------------------------- | ---------------------------- |
| Caribe (CFU)             | Eliminatoria Caribeña        | Jamaica                      |
| Caribe (CFU)             | Anfitriones                  | Trinidad y Tobago            |
| América Central (UNCAF)  | Anfitriones                  | Guatemala                    |
| América Central (UNCAF)  | Eliminatoria Centroamericana | Costa Rica Honduras          |
| América del Norte (NAFU) | Clasificados Automáticamente | Canadá México Estados Unidos |

## Fase de grupos

### Grupo A
Todos los partidos se jugaron en Guatemala.
| Club      | G | E | P | GF | GC | Pts |
| --------- | - | - | - | -- | -- | --- |
| México    | 3 | 0 | 0 | 9  | 2  | 9   |
| Honduras  | 2 | 0 | 1 | 7  | 4  | 6   |
| Guatemala | 1 | 0 | 2 | 3  | 5  | 3   |
| Jamaica   | 0 | 0 | 3 | 4  | 12 | 0   |

| Equipo 1  | Resultado | Equipo 2  |
| --------- | --------- | --------- |
| México    | 5-2       | Jamaica   |
| Guatemala | 1-2       | Honduras  |
| Honduras  | 0-2       | México    |
| Jamaica   | 1-2       | Guatemala |
| Honduras  | 5-1       | Jamaica   |
| Guatemala | 0-2       | México    |

### Grupo B
Todos los partidos se jugaron en Trinidad y Tobago.
| Club              | G | E | P | GF | GC | Pts |
| ----------------- | - | - | - | -- | -- | --- |
| Estados Unidos    | 2 | 1 | 0 | 12 | 3  | 7   |
| Costa Rica        | 2 | 1 | 0 | 6  | 1  | 7   |
| Canadá            | 1 | 0 | 2 | 4  | 7  | 3   |
| Trinidad y Tobago | 0 | 0 | 3 | 2  | 13 | 0   |

| Equipo 1          | Resultado | Equipo 2          |
| ----------------- | --------- | ----------------- |
| Costa Rica        | 1-1       | Estados Unidos    |
| Trinidad y Tobago | 0-3       | Canadá            |
| Canadá            | 1-5       | Estados Unidos    |
| Trinidad y Tobago | 0-4       | Costa Rica        |
| Estados Unidos    | 6-1       | Trinidad y Tobago |
| Canadá            | 0-1       | Costa Rica        |

## Clasificados al Mundial Sub-20
| - Costa Rica - Estados Unidos | - Honduras - México |